# John Faber der Jüngere

Kupferstich des Admirals der Royal Navy Thomas Mathews, von 1744

John Faber (* 1684 in Den Haag; † 2. Mai 1756 in Bloomsbury) war ein englischer Kupferstecher holländischer Abstammung. John Faber kam, als er drei Jahre alt war, mit seinem Vater John Faber, einem Mezzotintostecher, nach England. Er ging auf die Vanderbank's Academy of Art in London. Seine Stiche in Schwarzkunst gehören zu den besten dieser Art. Sie belaufen sich auf 165 Exemplare, die zum größten Teil Bildnisse bekannter Engländer sind. Die Porträtmaler Godfrey Kneller und Peter Lely ließen von ihm Drucke ihrer Porträts anfertigen. Er war Teil des Verbandes Haagse Confreriekamer van Pictura.